# Venjarac
Venjarac (mađ. Vanyarc) je selo na sjevernom dijelu istočne polovine Mađarske. Uz granicu s Peštanskom županijom, sjeverno od hrvatskog prstena naselja. Venjarački je hrvatski toponim zabilježio Živko Mandić u podunavskom selu Senandriji.

## Upravna organizacija
Upravno pripada pastanskoj mikroregiji u Nogradskoj županiji. Poštanski je broj 2688. U selu djeluje slovačka manjinska samouprava.
1902. je godine Sendiji upravno pripojen Pusztakatalin.

## Stanovništvo
U Venjarcu je prema popisu 2001. živjelo 1400 stanovnika, većinom Mađara, 24,9% Slovaka, 6,7% Roma, nešto Nijemaca te drugih.